# Johan Francis Arnold Theodor Dahmen
Johan Franciscus Arnoldus Theodorus Dahmen, ook de jonge Dahmen genoemd, (Amsterdam, 2 augustus 1837- aldaar, 7 mei 1923) was een Nederlands fluitist.
Dahmen was een zoon van fluitist Pieter Wilhelm Dahmen en Anna Maria Engelina Majofski Zijn grootvader van vaders kant was de fluitist Arnoldus Dahmen. Grootvader van moeders kant was acteur Theo Majofski. Dahmen huwde in 1865 in Amsterdam met Anna Amalia Kaiser (1840-1917). 
Hij kreeg zijn muzikale opleiding eerst van zijn vader, daarna van Franciscus Nicolaus Stoets (orkestdirecteur gaf muziektheorie), Sieverding (piano) en Friedrich Bernhard Bunte (vioollessen). De jonge Dahmen speelde op vijftienjarige leeftijd in het orkest van Felix Meritis. Vervolgens speelde hij in de orkest van de Duitsche Opera, het Park-orkest en de Orkest-Vereeniging van Frans Wedemeijer. Vanaf 1888 was hij de eerste/solofluitist en later tweede fluitist van het toen opgerichte Concertgebouworkest onder dirigent Willem Kes. In 1907 ging Dahmen met pensioen.